# Eskimobrachvogel
Der Eskimobrachvogel (Numenius borealis) ist ein extrem seltener oder bereits ausgestorbener mittelgroßer Watvogel der Neuen Welt.

## Beschreibung
Ein ausgewachsener Eskimobrachvogel erreicht eine Länge von 29 bis 34 Zentimeter. Er hat dunkelgraue Beine und einen langen etwas nach unten gebogenen Schnabel. Die Oberseite ist braungesprenkelt und die Unterseite ist hellbraun. Im Flugbild sind zimtbraune Flügelstreifen zu erkennen. Er sieht dem Amerikanischen Regenbrachvogel (Numenius phaeopus hudsonicus) sehr ähnlich, ist jedoch kleiner. In der Feldbeobachtung, der einzig sicheren Weise, den Eskimobrachvogel von anderen Arten zu unterscheiden, ist die ungebänderte Unterseite zu sehen (Townsend 1933).
Der Eskimobrachvogel ist eng mit dem asiatischen Zwergbrachvogel (Numenius minutus) verwandt, ist jedoch etwas größer, hat längere Flügel, kürzere Beine und ist wärmer in seiner Geflügelfärbung als sein asiatischer Verwandter.

## Verbreitung, Lebensraum und Lebensweise

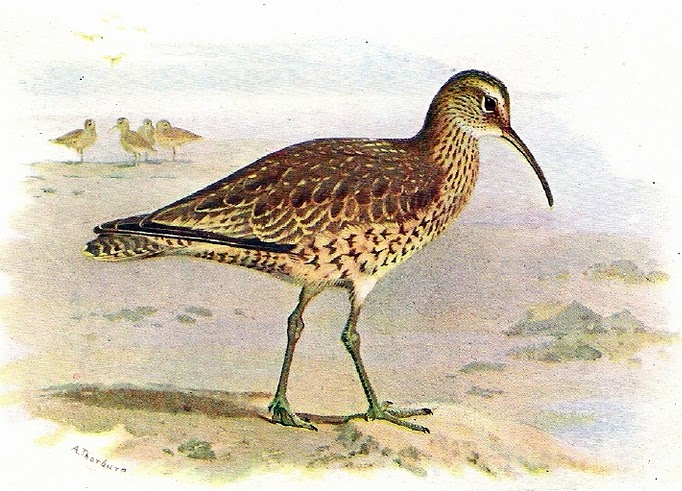
Illustration des Tierzeichners Archibald Thorburn

Zugrouten des Eskimobrachvogels

Der Eskimobrachvogel brütete in der Tundra im westlichen arktischen Kanada und in Alaska. Die Nester wurden im offenen Gelände auf dem Boden errichtet und waren schwierig zu finden. Eskimobrachvögel wanderten im Herbst mehrere tausend Kilometer bis nach Chile und Argentinien. Selbst im westlichen Europa sollen sie in früheren Zeiten als seltene Gäste gesichtet worden sein.
Die Nahrungsaufnahme erfolgte auf Sicht und durch Aufspüren mit dem Schnabel. Die Hauptnahrung des Eskimobrachvogels bestand aus Beeren und Insekten, auf den Wanderungen wurden aber auch Schnecken aufgenommen.
Ein Vergleich aller bekannten Daten und Wanderungsmuster legt den Schluss nahe, dass der Eskimobrachvogel und der Prärie-Goldregenpfeifer (Pluvialis dominica) die wahrscheinlichsten Watvögel sind, die die Aufmerksamkeit von Christoph Kolumbus nach 65 Tagen auf See auf seiner ersten Reise erregt haben.
Im 19. Jahrhundert folgten Millionen von Eskimobrachvögeln den Wanderwegen vom Yukon-Territorium und Nordwest-Territorium, nach Osten entlang der nördlichen Küste von Kanada und dann nach Süden über den Atlantischen Ozean in die Winterquartiere in Südamerika. Auf ihrer Rückkehr nach Nordamerika flogen sie nördlich über die Great Plains. (Kaufman, 1996)

## Aussterben

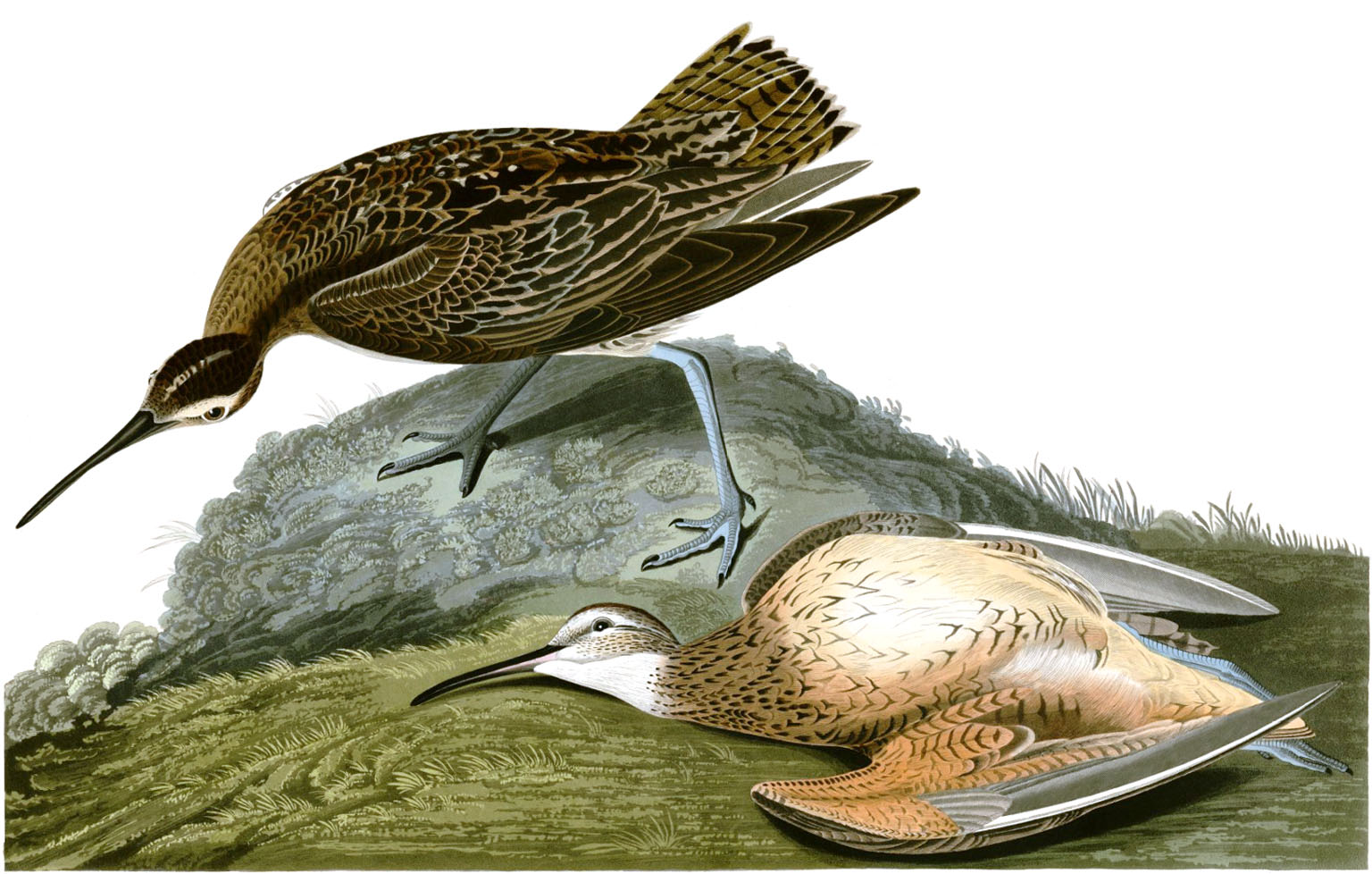
The Esquimaux Curlew (sic), Illustration von John James Audubon aus dem Werk The Birds of America

Der Eskimobrachvogel zählte einst zu den zahlreichsten Watvögeln Nordamerikas. Der Bestand soll in die Millionen gegangen sein. Die Wiesen, auf denen der Eskimobrachvogel früher seine Nahrung fand, wurden in Ackerbauflächen umgewandelt. Da der Eskimobrachvogel keine Scheu vor den Menschen kannte, fiel er in die Felder ein und wurde zum Schädling erklärt. In der zweiten Hälfte des 19. Jahrhunderts wurden jährlich über zwei Millionen Vögel getötet.
Sein Nest wurde zuletzt 1865 gefunden. Den letzten bestätigten Nachweis durch einen Fotobeleg gab es 1962 auf Galveston Island, Texas, und 1963 auf Barbados. 1981 soll es eine unbestätigte Sichtung von 23 Exemplaren in Texas gegeben haben und neuere unbestätigte Berichte liegen aus Texas, Kanada (1987) und Argentinien (1990) vor. Der letzte bestätigte Nachweis aus Argentinien stammt aus dem Jahre 1939.
Eine der wichtigsten Nahrungsquellen war die Felsengebirgsschrecke (Melanoplus spretus). Das Aussterben dieser Art gegen 1902 könnte ein Teilgrund für den Niedergang des Eskimobrachvogels gewesen sein. Die Lebensraumzerstörung in den Überwinterungsgebieten in der Pampa verhinderte ebenfalls eine Erholung der Bestände.
Diese Art genießt den vollen gesetzlichen Schutz in Argentinien, Kanada, den Vereinigten Staaten und in Mexiko. Die Jagd wurde 1916 unter Strafe gestellt.
Zwar kann angenommen werden, dass der Eskimobrachvogel ausgerottet ist, doch da noch eine geringe Wahrscheinlichkeit besteht, dass einige Exemplare überlebt haben, hat die IUCN die Art zur Vermeidung des Romeo-Irrtums als „möglicherweise ausgestorben“ eingestuft, führt sie also nicht in der Kategorie „ausgestorben“, sondern in der Kategorie „vom Aussterben bedroht“.

## Etymologie und Forschungsgeschichte
Die Erstbeschreibung des Eskimobrachvogel erfolgte 1772 durch Johann Reinhold Forster unter dem wissenschaftlichen Namen Scolopax borealis. Als Verbreitungsgebiet gab er Fort Albany an. 1760 führte Mathurin-Jacques Brisson die neue Gattung Numenius ein. Dieser Name hat seinen Ursprung in νουμηνιος noumēnios, deutsch ‚Vogel erwähnt durch Hesychios von Alexandria, der heute mit dem Brachvogel assoziert ist‘ bzw. einem Wortgebilde aus νεος neos, deutsch ‚neu‘ und μηνη, μηνης mēnē, mēnēs, deutsch ‚Mond‘. Der Artname borealis leitet sich von lateinisch borealis, boreas ‚nördlich,  Nordwind, Norden‘ bzw.  βορεας boreas, deutsch ‚Nordwind, Norden‘ ab. Alfred Laubmann hatte für sein Werk Die Vögel von Paraguay keinen Balg zur Verfügung. Er betrachtete den Eskimobrachvogel als Wintergast für Paraguay. Außerdem verwies er auf zwei Exemplare im Natural History Museum, die ein Label für Paraguay haben, aber keinen genauen Sammelort. Zusätzlich erwähnte Laubmann Chorlito del campesino von Félix de Azara als Nachweis für das Land.

## Der Eskimobrachvogel in der Populärkultur
- 1954 war der Eskimobrachvogel Hauptfigur des Romans The Last of the Curlews des kanadischen Autors Fred Bodsworth. 1973 verfilmten Hanna Barbera dieses Buch als Zeichentrickfilm und gewannen den Emmy in der Kategorie „Bestes Kinderprogramm“.
- The Esquimaux Curlew (sic) ist eine bekannte Zeichnung des amerikanischen Ornithologen und Vogelzeichners John James Audubon, die auf Tafel 357 in seinem Werk The Birds of America erschien.
- In den 1950er Jahren wurde der Eskimobrachvogel in der Comicserie Mark Trail des Comic-Autors Ed Dodd und seines Zeichners Tom Hill porträtiert.